# Ядерный клуб
Я́дерный клуб — политологическое клише, условное обозначение группы так называемых «Я́дерных держа́в» — государств, осуществивших разработку, производство и испытания ядерного оружия.

## Ядерные державы
По имеющимся официальным данным, ядерным оружием обладают или обладали следующие государства (по году первого ядерного испытания или периоду обладания оружием):
| № | Страны         | Год испытания        | Примечания |
| - | -------------- | -------------------- | --- |
| 1 | США            | 1945                 | Два единственных в истории человечества боевых применения на территории другой страны (Япония, города Хиросима и Нагасаки) Испытания на своей территории (Зона 51, Аламогордо), на подопечной территории Японии и США (атолле Бикини, с 1986 — Маршалловы Острова) и на территории другой страны (Великобритания, остров Рождества, с 1979 — Кирибати). |
| 2 | СССР → Россия  | 1949                 | Испытания только на своей территории (острова Новая Земля, Капустин Яр, Тоцкий полигон — РСФСР; Семипалатинск, Сары-Шаган — КазССР, с 1991 — Казахстан). |
| 3 | Великобритания | 1952                 | Испытания на территории другой страны (острова Монтебелло, Западная Австралия) и в своей колонии (остров Рождества, с 1979 — Кирибати). |
| 4 | Франция        | 1960                 | Испытания только на своей территории (оазис Регган, с 1962 — Алжир) и на своей заморской территории (атолл Муруроа). |
| 5 | Китай          | 1964                 | Испытания только на своей территории (озеро Лоб-Нор). |
| 6 | Индия          | 1974                 | Испытания только на своей территории (полигон Покхран, Джайсалмер). |
| 7 | Израиль        | 1979                 | Имеет предположительно с конца 1960-х годов, наличие ядерного оружия отрицает. Инцидент Вела на территории другого государства (ЮАР, вблизи острова Принс-Эдуард). |
| - | ЮАР            | владение в 1979—1989 | Инцидент Вела на своей территории (вблизи острова Принс-Эдуард). Владение с начала 1980-х годов. Первое в мире государство, добровольно отказавшееся от ядерного оружия в 1989 году. |
| - | Беларусь       | владение в 1991—1994 | Передала свой ядерный арсенал Российской Федерации. С марта 2023 года на территории Беларуси было размещено ЯО Российской Федерации. |
| - | Казахстан      | владение в 1991—1994 | Передал свой ядерный арсенал Российской Федерации по протоколу при содействии США |
| - | Украина        | владение в 1991—1994 | Передала свой ядерный арсенал Российской Федерации по протоколу при содействии США |
| 8 | Пакистан       | 1998                 | Имеет предположительно с конца 1980-х годов. Испытания только на своей территории («Чагай-I»). |
| 9 | КНДР           | 2006                 | Имеет с середины 2000-х годов. Испытания только на своей территории (полигон Кильччу в Хамгён-Пукто). |

Кроме того, на территории нескольких государств, которые являются членами НАТО (Германия, Италия, Турция, Бельгия, Нидерланды, Канада) и другими союзниками (предположительно, официально отрицается, — Япония, Южная Корея), находится ядерное оружие США, а на территории Беларуси — ядерное оружие России. Некоторые эксперты считают, что в определённых обстоятельствах эти государства могут им воспользоваться.
К 1994 году Казахстан, а к 1996 году Украина и Беларусь, на территории которых находилась часть ядерного вооружения СССР после распада Советского Союза, передали его России согласно подписанному в 1992 году Лиссабонскому протоколу. ЮАР имела собственное ядерное оружие, но тоже добровольно от него отказалась в начале 1990-х годов ввиду демонтажа режима апартеида.
Статус «старых» ядерных держав (США, Великобритания, Франция, Китай и Россия), в качестве единственных «легитимных» членов Ядерного клуба, на международно-правовом уровне следует из положений Договора о нераспространении ядерного оружия 1968 года — в пункте 3 статьи IX этого документа указано:  «Для целей настоящего Договора государством, обладающим ядерным оружием, является государство, которое произвело и взорвало ядерное оружие или другое ядерное взрывное устройство до 1 января 1967 года» . В связи с этим ООН и указанные пять «старых» ядерных держав (они же — великие державы как постоянные члены Совета Безопасности ООН) считают появление последних четырёх «молодых» (и всех возможных будущих) членов Ядерного клуба международно незаконным.
Исторически потенциальную возможность стать второй или даже первой ядерной державой имела нацистская Германия, которая к концу Второй Мировой войны активно вела программу создания ядерного оружия. Однако до её разгрома «Урановый проект» завершён не был (в том числе ядерные испытания не проводились) ввиду недостаточного финансирования, организационных просчётов, ряда ошибок учёных в начале работ, бегства из страны ряда ключевых учёных и выбора пути, неоптимального с точки зрения быстроты получения технологии цепных ядерных реакций, необходимой для создания ядерного оружия. Также Милитаристская Япония (в том числе с помощью Германии в конце войны) предпринимала подобные работы, включая подозреваемое испытание (или самоуничтожение) в Японском море у Хыннама в августе 1945 года прототипа атомной бомбы.

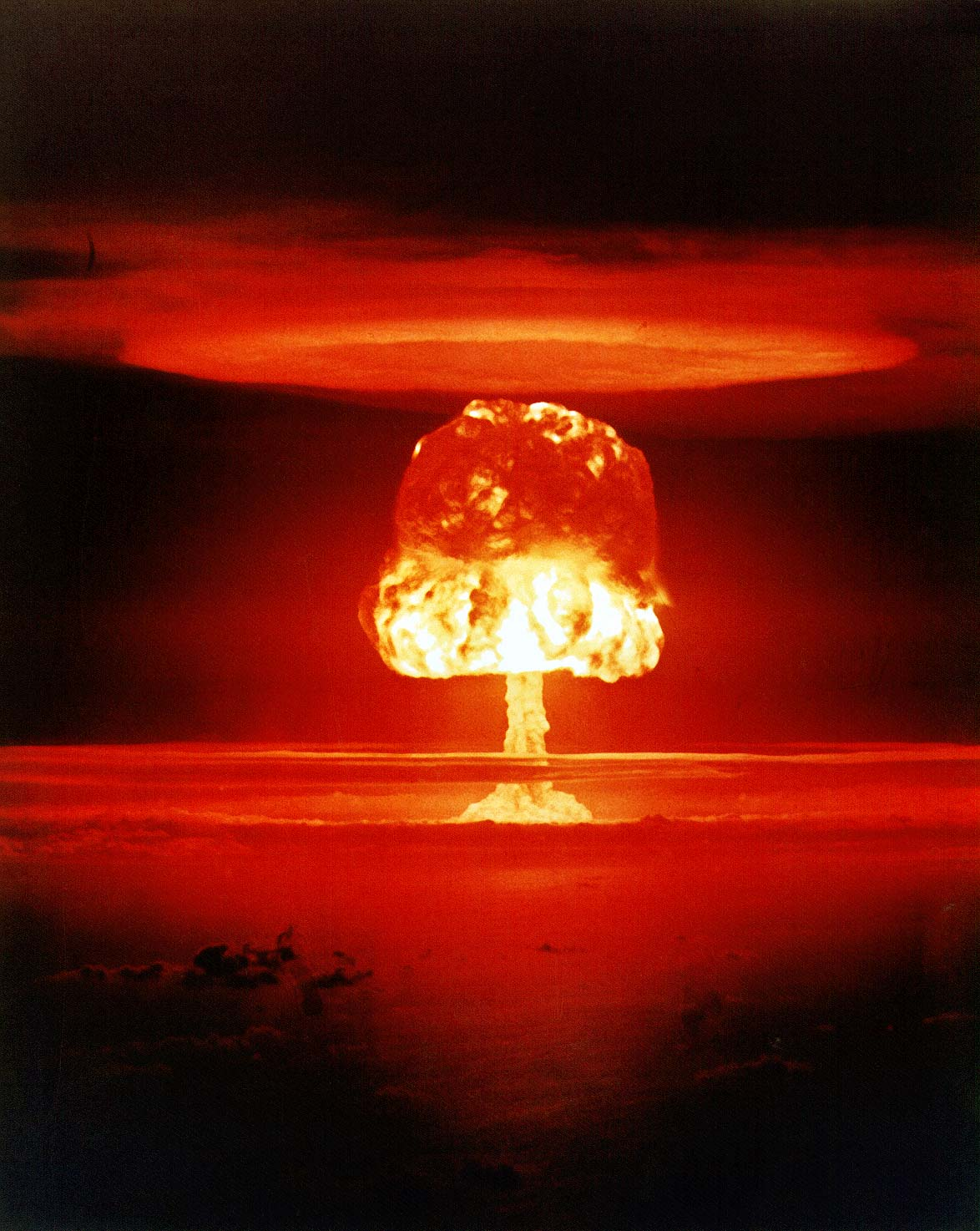
Испытание ядерной бомбы на атолле Бикини, 1954 год

США первыми развернули и довели до успеха масштабный Манхэттенский проект по созданию ядерного оружия, осуществив первый в истории ядерный взрыв мощностью 20 килотонн 16 июля 1945 года на полигоне американских ВВС в пустыне Аламогордо (штат Нью-Мексико). 6 и 9 августа 1945 ядерные бомбы были сброшены, соответственно, на японские города Хиросима и Нагасаки. Первое термоядерное испытание (первое в истории) было проведено 1 ноября 1952 года на атолле Эниветок.
СССР разработал и испытал своё первое ядерное устройство мощностью 22 килотонны 29 августа 1949 года на Семипалатинском полигоне. Первое термоядерное испытание — там же 12 августа 1953 года. В 1961 году на архипелаге Новая Земля СССР провёл испытание мощнейшего ядерного оружия — Царь-бомбы. Россия стала единственным международно признанным наследником ядерного арсенала Советского Союза.
Великобритания произвела первый надводный ядерный взрыв мощностью около 25 килотонн 3 октября 1952 года в районе островов Монтебелло (севернее острова Барроу). Термоядерное испытание — 15 мая 1957 года на острове Рождества в Полинезии.
Франция провела наземные испытания ядерного заряда мощностью 20 килотонн 13 февраля 1960 года в оазисе Регган в Алжире. Термоядерное испытание — 24 августа 1968 года на атолле Муруроа.
Китай взорвал ядерную бомбу мощностью 20 килотонн 16 октября 1964 года в районе озера Лобнор. Там же была испытана термоядерная бомба 17 июня 1967 года.
Индия произвела первое испытание ядерного заряда мощностью 20 килотонн 18 мая 1974 года на полигоне Покхран в штате Раджастхан, но официально не признала себя обладателем ядерного оружия. Это было сделано лишь после подземных испытаний пяти ядерных взрывных устройств, включая 32-килотонную термоядерную бомбу, которые прошли на полигоне Покхран 11—13 мая 1998 года.
Пакистан стал обладателем ядерного оружия предположительно с конца 1980-х годов, но провёл первые подземные испытания шести ядерных зарядов 28 и 30 мая 1998 года на полигоне Рас-Кох в провинции Белуджистан в качестве симметричного ответа на индийские ядерные испытания 1998 года.
КНДР заявила о создании ядерного оружия в середине 2005 года и провела первое подземное испытание ядерной бомбы предположительной мощностью около 1 килотонны 9 октября 2006 года (по-видимому, взрыв с неполным энерговыделением) и второе мощностью примерно 12 килотонн 25 мая 2009 года. В мае 2012 официально провозгласила себя ядерной державой, внеся соответствующие поправки в Конституцию. 7 сентября 2022 года власти КНДР приняли декрет «Политика в отношении ядерного оружия», который официально закрепляет за республикой статус ядерного государства, а также содержит нормы о предназначении и использовании данного вида вооружения. Об этом передаёт южнокорейское агентство Ренхап со ссылкой на государственные СМИ Северной Кореи.
Израиль не комментирует информацию о наличии у него ядерного оружия, однако, по единодушному мнению экспертов и утечкам данных, владеет ядерными боезарядами собственной разработки с конца 1960-х — начала 1970-х годов. Свидетелями израильской ядерной программы и экспертами его ядерный арсенал оценивается в 200 зарядов, хотя существуют и другие оценки — от 150 до 400 (по данным 39-го президента США Джимми Картера). По некоторым данным, Израиль проводил ядерные испытания совместно с ЮАР, наиболее известным из которых стало испытание 1979 года, более известное как «Инцидент Вела». Существуют предположения, что ядерный арсенал Израиля перерабатывается в топливо для АЭС в связи с нехваткой урана (его производство обеспечивает лишь 28 % объёма его потребления, а остальное извлекается из старых ядерных боеголовок). Бывший директор МАГАТЭ Мохаммед Эль-Барадеи рассматривал Израиль как государство, обладающее ядерным оружием.
ЮАР обладала небольшим ядерным арсеналом (созданным, как и его носители — боевые баллистические ракеты, предположительно при израильской помощи), но все шесть ядерных зарядов были добровольно уничтожены (и прекращена ракетная программа) при демонтаже режима апартеида в начале 1990-х годов. ЮАР — единственная страна, которая самостоятельно разработала ядерное оружие и впоследствии добровольно от него отказалась.
Все ядерные державы, кроме Израиля и ЮАР, проводили серии испытаний созданного ими оружия и объявляли об этом. Однако существуют неподтверждённые сведения о том, что ЮАР провела несколько испытаний своего или совместного с израильским ядерного оружия в конце 1970-х — начале 1980-х годов в районе острова Буве.

## Ядерное наследие СССР
На момент распада Советского Союза на территории Украины остался значительный ядерный арсенал, однако она отказалась от него под международные гарантии безопасности.
Беларусь ратифицировала 4 февраля 1993 года Договор СНВ-1 и Лиссабонский протокол, а 22 июля 1993 года присоединилась к ДНЯО в качестве безъядерного государства. В обмен Беларусь получила средства на ликвидацию боезарядов и их носителей на территории государства в рамках американской Программы совместного уменьшения угрозы («Программа Нанна-Лугара»). Также существовал ряд программ помощи со стороны Германии, Швеции и Японии по повышению уровня безопасности на ядерно-опасных объектах Беларуси.
Казахстан был 4-м по количеству ядерных боеголовок, но в результате соглашения, подписанного между Биллом Клинтоном (США) и Нурсултаном Назарбаевым (Казахстан), добровольно отказался от ядерного вооружения.

## Разработка ядерного оружия
Правительствами Израиля, США, Великобритании и некоторых других стран выдвигались обвинения Ираку в тайной разработке и владении ядерным оружием. В 1981 году Израиль нанёс авиационно-ракетный удар по ядерному центру Ирака для препятствования его ядерной программе. Эти обвинения также послужили поводом для военных действий против Ирака в 2003 году, но как выяснилось и официально было подтверждено, они оказались дезинформацией.
Иран обвиняют в том, что это государство под видом создания независимой ядерной энергетики стремится и близко подошёл или даже уже обладает ядерным оружием. Иран многократно заявлял, что способен создать ядерное оружие, но не создаёт его и ограничивается только обогащением урана для мирных целей, полный цикл которого им самостоятельно освоен к началу 2010-х годов. В 2020 году после авиаудара США по международному аэропорту Багдада и убийства Касема Сулеймани Иран заявил о том, что выходит из рамок соглашений, ограничивающих создание атомного и ядерного оружия.
В настоящее время в работах по созданию технологии производства ядерного оружия также подозревается Мьянма, несмотря на подписанный 15 декабря 1995 года и вступивший в силу 28 марта 1997 Бангкокский договор.
В разные годы появлялась информация о наличии военных ядерных программ или наработок у следующих стран:
- Австралия
- Албания
- Алжир
- Аргентина
- Бразилия (см. Оружие массового поражения Бразилии)[7]
- Нацистская Германия (см. Немецкая ядерная программа)
- Египет (см. Египет и оружие массового поражения)
- Ирак (см. Иракская ядерная программа)
- Иран (см. Ядерная программа Ирана)
- Испания в период Франко (см. Ядерная программа Испании)[8]
- Италия (см. Ядерная программа Италии)
- Ливия[9][источник не указан 1315 дней]
- Мексика (см. Оружие массового поражения Мексики)
- Мьянма
- Румыния в период Чаушеску (см. Оружие массового поражения Румынии)
- Саудовская Аравия
- Сирия в поздний период Асадов (см. Оружие массового поражения Сирии)
- Тайвань (см. Оружие массового поражения Китайской Республики)
- Филиппины
- Швейцария (см. Оружие массового поражения Швейцарии)
- Швеция (см. Шведская программа создания ядерного оружия)
- Югославия
- Южная Корея (см. Ядерная программа Южной Кореи)
- ЮАР (см. Ядерное оружие ЮАР)
- Милитаристская Япония (см. Японская ядерная программа)

## Потенциальные ядерные державы
В 1963 году, когда только четыре государства имели ядерные арсеналы, правительство Соединённых Штатов делало прогноз, что в течение предстоящего десятилетия появится от 15 до 25 государств, обладающих ядерным оружием; другие же государства предсказывали, что это число может даже возрасти до 50. По состоянию на 2004 год известно, что только у восьми государств есть ядерные арсеналы. Сильный режим нераспространения — его олицетворяют МАГАТЭ и Договор — помог резко замедлить предполагавшиеся темпы распространения.
Потенциальную возможность стать членами Ядерного клуба после принятия политического решения и финансирования имеют вышеперечисленные и ещё несколько государств, имеющих исследовательские ядерные реакторы и соответствующие другие научно-производственные объекты. Данная возможность сдерживается, вплоть до санкций и угроз санкций со стороны ООН и великих держав, международными режимами нераспространения ядерного оружия и запрещения ядерных испытаний.
Различными по методам и глубине технологиями обогащения урана, необходимыми для производства как ядерного оружия, так и ядерного топлива для мирной ядерной энергетики, обладают все ядерные державы, а также Австралия, Аргентина, Бельгия, Бразилия, Германия, Испания, Италия, Нидерланды, Япония (и Ливия в прошлом).

## Международные договоры
Договор о нераспространении ядерного оружия 1968 года не подписали только именно «молодые» ядерные державы: Израиль, Индия, Пакистан. КНДР своё подписание дезавуировала до официального объявления о создании ядерного оружия. Ираном, Сирией и Мьянмой данный договор подписан.
Договор о всеобъемлющем запрещении ядерных испытаний 1996 года не подписали «молодые» ядерные державы: Индия, Пакистан, КНДР. Подписали, но не ратифицировали — другие ядерные державы: США, КНР, а также подозревающиеся в разработке ядерного оружия Иран, Египет, Сирия и Мьянма.

### Ядерное оружие в руках негосударственных организаций и непризнанных государств
Вопрос о возможности попадания ядерного оружия в руки террористических организаций муссировался достаточно давно. Так, в исследовании, проведённом по заказу Конгресса США в 1977 году, было указано, что в случае получения террористами нужного количества урана и плутония оружейного качества «небольшая группа людей, из которых никто не имел доступа к секретной информации, могла бы разработать и создать примитивное ядерное взрывное устройство».
После распада СССР неоднократно выдвигались теории о том, что один или несколько ядерных зарядов из постсоветского пространства попали или могут попасть в руки негосударственных организаций и непризнанных государств и могут быть использованы в целях ядерного терроризма. В частности, обладание таким оружием приписывалось режиму Чеченской Республики Ичкерии. В попытках найти подход к получению ядерного оружия обвиняли секту Аум Синрикё. Подобные заявления высказывались как в так называемой «жёлтой прессе», так и рядом российских и западных политиков. В частности Александром Лебедем в бытность его секретарём Совета безопасности РФ утверждалось, что с мест хранения пропали десятки боезарядов под шифром РА-115. Бывший советник Ельцина по экологии академик Алексей Яблоков также заявил, что из 132 единиц такого оружия отсутствует 84. Официальными лицами, ответственными за хранение ядерного оружия, эти заявления впоследствии были опровергнуты. Проверяемых подтверждений заявления об успешном захвате советских или российских ядерных зарядов негосударственными организациями не получили.
Аналогичные утверждения звучали и по поводу ядерного вооружения США и Великобритании.
По всей видимости, вероятность сохранения и использования в частных руках боеспособных атомных зарядов следовало бы оценивать как низкую, так как для сохранения своей работоспособности атомная бомба требует специальных условий хранения и транспортировки, которые негосударственные организации вряд ли способны обеспечить в течение сколько-нибудь длительного периода времени. Кроме того, несанкционированная активация ядерного заряда, по крайней мере, ядерного заряда производства США и СССР/РФ блокируется специальными техническими средствами, требующими введения секретного кода. В то же время весьма возможно создание террористическими организациями, а также небогатыми режимами и государствами, «грязной атомной бомбы».
Осознавая опасность пополнения «ядерного клуба» террористическими организациями, ведущие государства — члены клуба выработали ряд международных соглашений и юридически обязывающих документов, включая Международную Конвенцию по борьбе с актами ядерного терроризма (2005 год), Инициативу по безопасности в борьбе с распространением оружия массового уничтожения (2003 год), Глобальную инициативу по борьбе с актами ядерного терроризма (2006 год), резолюции Совета Безопасности ООН 1540 и 1887 (2004 и 2009 годов соответственно) и др.

## Статистика
| Страна                       | Количество боеголовок (активных/всего) | Дата первого испытания                            | Территория испытаний | Способы доставки                 | Тесты | Ссылки                      |
| ---------------------------- | -------------------------------------- | ------------------------------------------------- | --- | -------------------------------- | ----- | --------------------------- |
| «Старые» ядерные державы     |                                        |                                                   | |                                  |       |                             |
| США                          | 1644/5428                              | 16 июля 1945 («Тринити»)                          | США · Япония · Маршалловы Острова (во владении Японии и США) · Кирибати (во владении Великобритании) · Открытое море                          | Ядерная триада                   | 1,054 | [ 21 ]                      |
| Россия (до 1991 года — СССР) | 1688/5977                              | 29 августа 1949 («РДС-1»)                         | Казахстан (в составе СССР) · Россия (в составе СССР) · Узбекистан (в составе СССР) · Туркменистан (в составе СССР) · Украина (в составе СССР) | Ядерная триада                   | 715   | [ 21 ]                      |
| Великобритания               | 120/225                                | 3 октября 1952 («Ураган»)                         | Австралия · США · Кирибати (во владении Великобритании)                                                                                       | Морское базирование              | 45    | [ 20 ] [ 22 ]               |
| Франция                      | 280/290                                | 13 февраля 1960 («Синий тушканчик»)               | Алжир (во владении Франции) · Франция | Морское и воздушное базирование  | 210   | [ 20 ] [ 22 ]               |
| Китай                        | 24/600                                 | 16 октября 1964 («596»)                           | Китай | Ядерная триада                   | 45    | [ 20 ] [ 22 ] [ 23 ] [ 24 ] |
| «Молодые» ядерные державы    |                                        |                                                   | |                                  |       |                             |
| Индия                        | 0/180                                  | 18 мая 1974 («Улыбающийся Будда»)                 | Индия | Ядерная триада                   | 6     | [ 20 ] [ 22 ]               |
| Израиль                      | 0/90                                   | предположительно 22 сентября 1979 (Инцидент Вела) | предположительно ЮАР | Предполагаемая ядерная триада    | N/A   | [ 20 ]                      |
| Пакистан                     | 0/170                                  | 28 мая 1998 («Чагай-I»)                           | Пакистан | Наземное и воздушное базирование | 6     | [ 20 ]                      |
| КНДР                         | 0/50                                   | предположительно 9 октября 2006 25 мая 2009 года  | КНДР | Наземное и морское базирование   | 6     | [ 20 ] [ 22 ]               |

Примечания:
1. 1 2  Данные по США и России включают только боезаряды стратегических носителей; оба государства располагают также значительным количеством тактического ядерного оружия, которое трудно поддаётся оценке.
2. ↑  Официально Израиль не отрицает, но и не подтверждает наличие у себя ядерного оружия.
3. ↑  Взрыв с неполным энерговыделением вследствие дефекта имплозии
4. ↑  По оценке МО РФ, от 10 до 20 килотонн

Примечания:

## Ядерные державы на карте мира

Статусы стран по размещению ядерного оружия

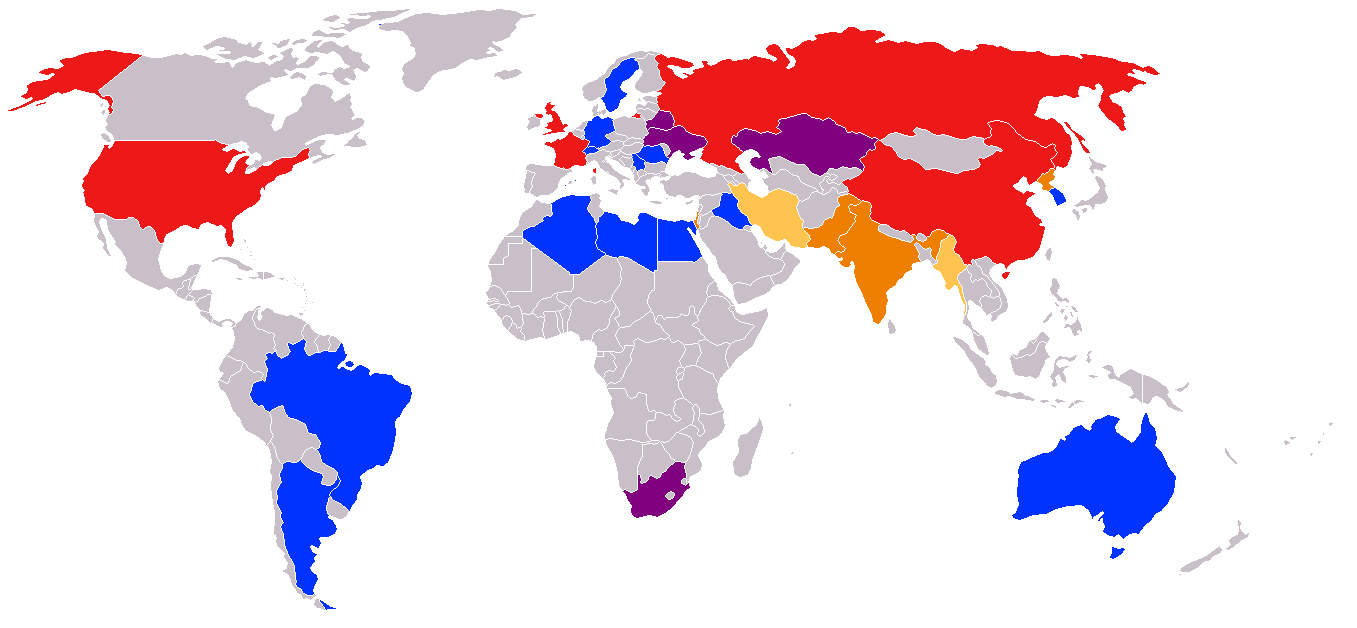
Статусы стран по возможностям создания ядерного оружия

Статусы безъядерных зон. По состоянию на июль 2023 года

«Старые» ядерные державы, основатели Договора о нераспространении ядерного оружия (США, Россия, Великобритания, Франция, КНР)
 «Молодые» ядерные державы, не подписавшие Договор о нераспространении (Индия, Пакистан, КНДР)
  Неофициальные ядерные державы (Израиль)
 Страны, имевшие в прошлом ядерное оружие и добровольно отказавшиеся от него (Казахстан, ЮАР, Украина)
 Страны, предоставляющие свою территорию для размещения ядерного оружия других ядерных держав — членов НАТО (Германия, Италия, Турция, Бельгия, Нидерланды)
 Страны, предоставляющие свою территорию для размещения ядерного оружия других ядерных держав - не членов НАТО (Беларусь)
 «Старые» ядерные державы (Россия, США, Великобритания, Франция, КНР)
 «Молодые» ядерные державы (Израиль, Индия, Пакистан, КНДР)
 Страны, имевшие в прошлом ядерное оружие и добровольно отказавшиеся от него (Казахстан, ЮАР, Украина, Беларусь)
 Страны, подозревающиеся в создании ядерного оружия (Иран, Мьянма)
 Страны, свернувшие свои ядерные программы (Австралия, Алжир, Аргентина, Бразилия, Нацистская Германия (ныне ФРГ), Египет, Ирак, Ливия, Мексика, Румыния, Тайвань, Швеция, Швейцария, Югославия (ныне Сербия), Южная Корея.
 Государства, обладающие ядерным оружием
 Государства, предоставляющие свою территорию для размещения ядерного оружия ядерных держав
 Государства, состоящие в союзных отношениях с государствами, обладающими ядерным оружием
 Государства — члены соглашения о безъядерных зонах.
 Государства, которые подписали, но не ратифицировали соглашение о безъядерных зонах, которое остаётся не вступившим в силу в этих государствах

## Отчёт SIPRI
- 3 июня 2013 года. Стокгольмский институт исследования проблем мира (швед. Stockholms internationella fredsforskningsinstitut, англ. Stockholm International Peace Research Institute) опубликовал доклад, в котором утверждается, что 8 стран, обладающих атомным оружием — Российская Федерация, Китай, Великобритания, Франция, Индия, США, Пакистан и Израиль — держат на боевом дежурстве 4400 единиц военной техники, способных нести ядерные заряды. 2000 из них находятся в постоянной повышенной боевой готовности. А всего эти страны имеют 17 270 единиц ядерного оружия. В отчёте также указывается, что в руках Израиля находится 80 единиц такого оружия: 50 боеголовок для ракет средней дальности «Иерихон-3» и 30 бомб, готовых к сбросу с самолётов. Институт также отметил, что РФ на сегодняшний день обладает 2-м ядерным потенциалом, а именно более 7000 единиц ядерного оружия. Шведский институт выпускает подобные отчёты каждый год, следя за динамикой развития в сфере оружия массового поражения вообще и ядерного оружия в частности[25].